# Vukovje
Vukovje je naselje v Občini Pesnica.
V letih 1855-1895 je na posestvu Vukovski dvor (Willkommhof) v Vukovju živel in ustvarjal akademski slikar Ferdinand Malič (1820-1900).